# Vito Gnutti
Vito Gnutti (ur. 14 września 1939 w Bolonii, zm. 6 grudnia 2008 w Brescii) – włoski polityk i przedsiębiorca, parlamentarzysta, w latach 1994–1995 minister przemysłu i handlu.

## Życiorys
Z wykształcenia inżynier chemik, z zawodu przedsiębiorca. Działał w organizacjach gospodarczych, w latach 70. był przewodniczącym zrzeszenia młodych przemysłowców w Lombardii. Zasiadał we władzach krajowych Confindustrii.
Długoletni działacz Ligi Północnej. W latach 1992–1996 był posłem do Izby Deputowanych XI i XII kadencji. Następnie do 2001 wchodził w skład Senatu XIII kadencji. Zasiadał też w radzie miejskiej Brescii. Od maja 1994 do stycznia 1995 był ministrem przemysłu i handlu w pierwszym rządzie Silvia Berlusconiego. W 1999 po konflikcie we władzach partii został wykluczony z Ligi Północnej. W 2001 współtworzył Europejską Demokrację, przewodniczył jej frakcji senackiej.